# علم اجتماع تاريخ العلوم

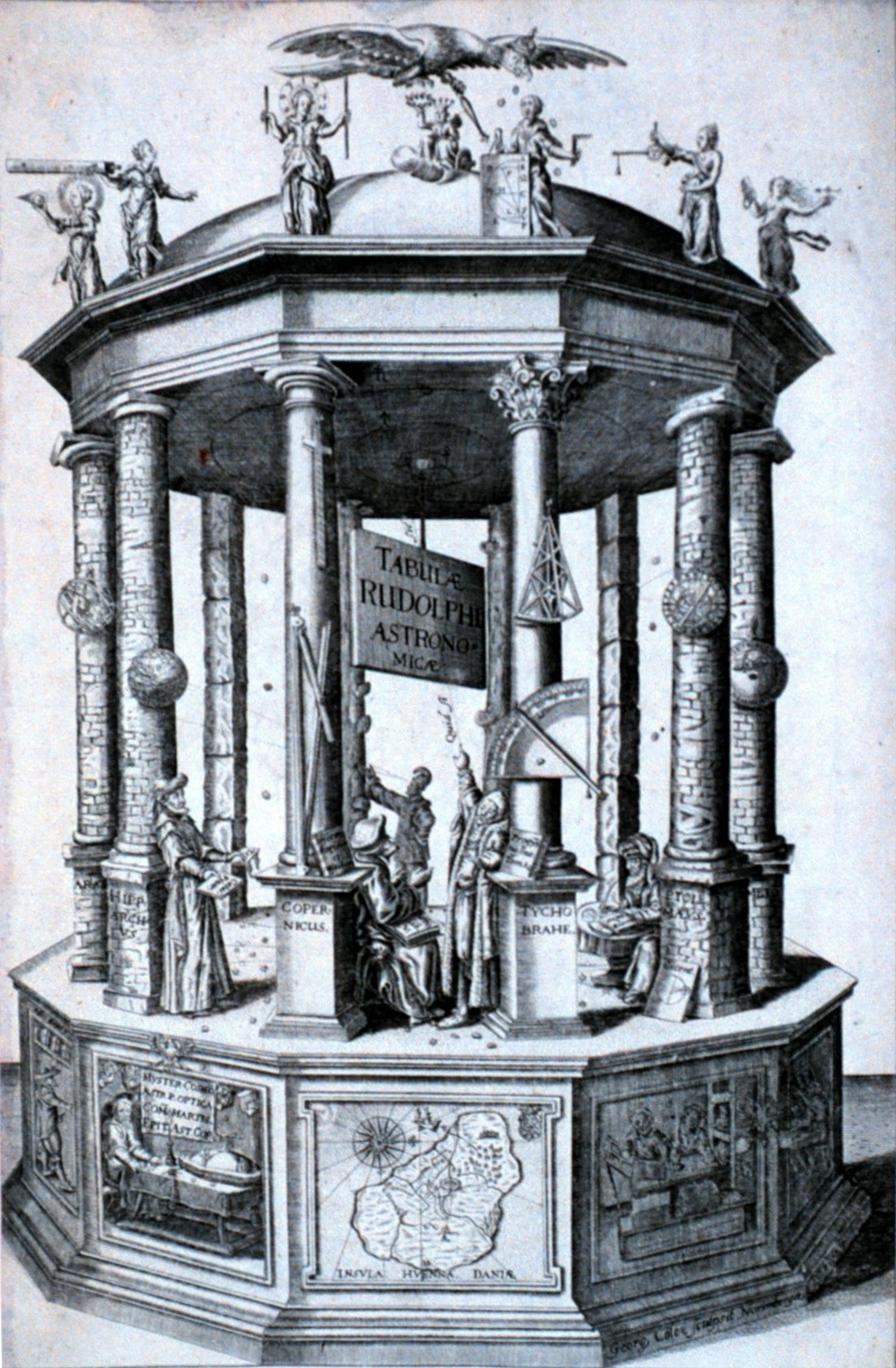
العلم يلعب دورا كبيرا في تطوير المجتمع ولهذا نشهد اهتماما كبيرا بهذا المجال منذ قديم الزمان.

انشغل علم اجتماع تاريخ العلوم وفلسفته، بالإضافة إلى مجال دراسات العلم بالكامل، في القرن العشرين بمسألة الأنماط والاتجاهات واسعة النطاق في تطور العلم، وطرحت أسئلة بشأن كيفية «عمل» العلم بالمعنى الفلسفي والتطبيقي على حد سواء.

## العمل مؤسسة اجتماعية
تطور العلم بوصفه مؤسسة اجتماعية بشكل مضاعف خلال القرون القليلة الماضية. ففي العصر القديم، كان الأشخاص القلائل القادرون على الاشتغال بالبحث في الطبيعة إما الأثرياء ذاتهم، أو المدعومين من الأثرياء، أو الذين لديهم دعم من المجتمع الديني. يحظى البحث العلمي الآن بدعم حكومي هائل، وأيضًا بدعم متواصل من القطاع الخاص.
تحسنت وسائل الاتصال المتاحة بشكل كبير مع مرور الوقت، فعوضًا عن الانتظار لشهور أو سنوات من أجل وصول رسالة منسوخة بخط اليد، فإن الاتصال العلمي اليوم يمكنه أن يفعل ذلك بشكل فوري. كان معظم الفلاسفة الطبيعيون يعملون في ما سبق في عزلة نسبية، نتيجة صعوبة الاتصال وبطئه. ومع ذلك، كان هناك قدر كبير من الإثراء المتبادل بين المجموعات البعيدة والأفراد.
يشارك كل العلماء المعاصرين تقريبًا في الوقت الحاضر في مجتمع علمي، والذي يبدو عالميًا في طبيعته من الناحية الافتراضية (على الرغم من أنه يعتمد غالبًا على عدد قليل نسبيًا من الدول والمؤسسات المرموقة)، لكنه ينفصل أيضًا بقوة في مجالات الدراسة المختلفة. يُعد المجتمع العلمي مهمًا لأنه يمثل مصدرًا للمعرفة الراسخة التي، إذا ما استُخدمت بشكل صحيح، يجب أن تكون أكثر موثوقية من المعرفة الشخصية المكتسبة لأي فرد معين. يقدم المجتمع العلمي أيضًا آلية للمراجعة، تأتي غالبًا في صورة ممارسات مثل مراجعة النظراء وقابلية إعادة الإنتاج. تُعرض معظم عناصر المحتوى العلمي (النتائج التجريبية، أو المقترحات النظرية، أو مراجعة الأدبيات) في المجلات العلمية، التي تخضع من الناحية النظرية إلى فحص النظراء، على الرغم من وجود عدد من النقاد الأكاديميين من داخل المجتمع العلمي وخارجه بدؤوا بالتساؤل، خلال العقود الأخيرة، حول تأثير الاستثمار الحكومي والتجاري في العلم على مراجعة النظراء وعلى عملية النشر، بالإضافة إلى القيود الداخلية الصارمة بالنسبة لعملية النشر العلمي.

## الأنماط في تاريخ العلم
تُعتبر مسألة وجود أنماط أو اتجاهات معينة في مسار العلم من عدمه واحدةً من الاهتمامات الكبرى التي شغلت المهتمين بتاريخ العلم، والتي عادة ما رافقت مسألة التغير بين نظرية أو أكثر من النظريات العلمية. هناك بشكل عام ثلاثة نماذج كبرى من الناحية التاريخية قد اعتمدت عليها فلسفة العلوم بصور مختلفة.
ارتبط النموذج الأول الكبير بالنقد الذي قدمه كارل بوبر (1902-1994) للوضعية المنطقية منذ ثلاثينيات القرن العشرين، وهو نموذج كامن في أغلب التواريخ المبكرة للعلم، وطُرح هذا النموذج بشكل عام من جانب العلماء أنفسهم في كتاباتهم الدراسية. يُعتبر نموذج بوبر للعلم نموذجًا للتطور العلمي، ويتحقق من خلال تكذيب النظريات غير الصحيحة وتبني نظريات بديلة أقرب للصحة إلى حد ما. يتصف التقدم العلمي في هذا النموذج بأنه تراكم خطي للحقائق، كل حقيقة تُضاف إلى السابقة. كانت فيزياء أرسطو (384-322 قبل الميلاد) وفقًا لهذا النموذج مندرجة تحت عمل إسحاق نيوتن (1642-1727) في الميكانيكا الكلاسيكية، والتي تراجعت بدورها أمام عمل ألبرت أينشتاين (1879-1955) في النظرية النسبية، وفي ما بعد أمام نظرية الميكانيكا الكمومية (التي تأسست في عام 1925)، فكل نظرية كانت أكثر دقة من سابقتها.
جاء تحدٍّ كبير لهذا النموذج من عمل المؤرخ والفيلسوف توماس كون (1922-1996) في كتابه بنية الثورات العلمية الذي نُشر عام 1962. حاجج كون، وهو فيزيائي سابق، ضد الرؤى التي ترى أن التقدم يسير خطيًا، وأن تلك النظريات العلمية الحديثة ما هي بالضرورة إلا نُسخ أكثر دقة من النظريات السابقة. عوضًا عن ذلك، تتكون نسخة كون الخاصة بتفسير التطور العلمي من أبنية مُهيمنة على الفكر والممارسات، والتي يُطلق عليها اسم «الباراديم (النموذج الإرشادي)»، ويتحرك البحث فيها من خلال أطوار العلم «القياسي» («حل الألغاز») والعلم «الثوري» (اختبار نظريات جديدة قائمة على افتراضات جديدة، نابعة من عدم اليقين والأزمة الموجودة في النظريات الحالية). تعبّر الباراديمات المختلفة في نموذج كون عن افتراضات مختلفة بالكامل وغير قابلة للمقايسة بشأن العالم. وهكذا كان الوضع غير يقيني حول ما إذا كان تحول الباراديمات قد حدث بطريقة تعتمد بالضرورة على الاقتراب من الصدق بشكل أكبر. في تصور كون، تُعد فيزياء أرسطو، وميكانيكا نيوتن الكلاسيكية، ونظرية أينشتاين في النسبية، طرقًا مختلفة تمامًا في التفكير بشأن العالم؛ حدد كل باراديم متعاقب الأسئلة التي يمكن طرحها بشأن العالم (ربما بشكل تعسفي) والجوانب المهملة في الباراديم السابق، والتي لم تعد قابلة للتطبيق أو ذات أهمية. زعم كون أنه بعيدًا عن مجرد الاعتماد على إنجازات النظرية السابقة، فإن كل باراديم جديد يطرح جانبًا الطريقة القديمة في النظر إلى العالم، ويأتي بمفرداته الخاصة لكي يصفه، بالإضافة إلى إرشاداته الخاصة التي توسع نطاق المعرفة داخل هذا الباراديم الجديد.